# Luis Cília
Luis Cília (Huambo, Angola, 1 de febrero de 1943) es un compositor y músico portugués.
Durante su exilio en Francia, denunció la guerra colonial y la falta de libertad en Portugal. Una de sus canciones más conocidas, correspondiente a ese período, fue Adelante camarada, que se convirtió en una especie de segundo himno del Partido Comunista Portugués.
Llegó a Portugal en 1959 para continuar sus estudios. En 1962 conoció al poeta Daniel Filipe, que lo incentivó a musicalizar poesía. Datan de ese año sus primeras experiencias en este campo ("Meu país", "O menino negro não entrou na roda", entre otras), que fueron más tarde incluidas en su primer álbum, grabado en Francia. En abril de 1964 se marchó a París donde vivió hasta 1974. Allí estudió guitarra clásica con Antonio Camaj y composición con Michel Puig. Entre 1964 y 1974 ofreció conciertos en casi todos los países de Europa.
Después de su regreso a Portugal, continuó grabando discos como compositor e intérprete y a ofrecer recitales. Como artista, grabó 18 álbumes, algunos de los cuales están dedicados a poetas como Eugénio de Andrade ("O peso da sombra"), Jorge de Sena ("Sinais de Sena"), o David Mourão-Ferreira ("Penumbra"). En los últimos años se ha dedicado exclusivamente a la composición, en particular para teatro, ballet y cine.

## Discografía

### Colectivos
- 1977 - 2. Helsingin laulufestivaali